# Huri

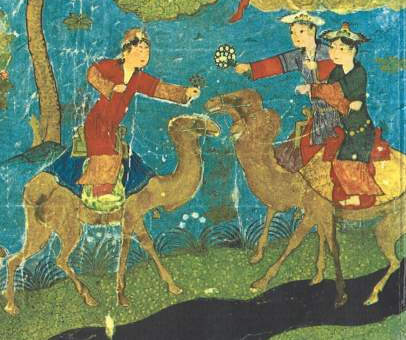
Huris reiten im Paradies Kamele. Persische Darstellung des 15. Jahrhunderts

Die Huris (arabisch حور, DMG ḥūr, [m. u.] f. pl.; Nebenformen f. sg. u. pl. [nicht im Koran] arabisch حورية, DMG ḥūrīya, pl.
ḥūrīyāt) sind nach islamischem Glauben Jungfrauen (al-ḥūr, „die Blendendweißen“) im Paradies, die den Seligen beigegeben werden.
- Von „Huris“ spricht der Koran nur in vier Versen: von „großäugigen“ in 44:54, 52:20, 56:22, ohne dieses Attribut in 55:72.
- Ohne die Bezeichnung „Huris“ erwähnt er „großäugige“ Paradiesesfrauen in 37:48, den Männern „gleichaltrige“ in 38:52, 78:33.
- Von Jungfrauen spricht er in 55:56.74 und 56:35 f. (doch auch hier ohne die Bezeichnung „Huris“).

Die volkstümliche Zahl 72 für die Anzahl der im Paradies einem Mann beigegebenen Huris steht nicht im Koran. Sie hat eine mystisch-magische Funktion und bedeutet etwa so viel wie „reichlich“.
Huris sind nach der Schilderung im Koran von blendender Schönheit (55:58: „wie Rubine und Korallen“; 56:23: „gleich wohlverwahrten Perlen“) und mit schwellenden Brüsten (78:33).

## Deutungen
Die Beschreibungen der Huris im Koran sind im Laufe der Zeit von der traditionellen Überlieferung und der Exegese mit Einzelheiten versehen und ausgeschmückt worden. Aus dem Vers, der besagt, dass sie weder von Mensch noch von Dschinn berührt wurden, haben einige Kommentatoren auf die Existenz von zwei Arten Huris geschlossen, und zwar solche von menschlicher Natur und von der Natur der Dschinn. Auf ihrer Brust seien zwei Namen eingeschrieben: der Name Gottes und der Name ihres Ehegatten. Sie selbst seien nach der weiblichen Form des Namens ihres Gatten benannt. Immer wieder wird das junge Alter betont und die stets erneuerte Jungfräulichkeit. In ihrer Reinheit kenne eine Huri weder Menstruationsbeschwerden, menschliche Bedürfnisse noch die Schmerzen der Wehen, da sie keine Kinder gebäre.
Der bekannte Koranexeget at-Tabarī zitiert einen Prophetenspruch, wonach es sich bei den Huris um verstorbene muslimische Frauen handelt, die, selbst wenn sie im hohen Alter verstarben, im Paradies ihre Jungfräulichkeit und Jugend zurückerhalten und dort für immer jung bleiben.
Die Vorstellungen hinsichtlich des Lebens im Jenseits unterscheiden sich stark in den unterschiedlichen Richtungen des Islam. Dies gilt unter anderem sowohl für die Huris, die gemäß verschiedener Richtungen mit Weiblichkeit nichts zu tun haben, als auch für die sogenannten Gilmans (arabisch غِلْمانُ الْجَنَّةٌ), welche für fromme Frauen bestimmt sein sollen. Bedenken gegen allzu materialistische und sinnliche Deutungen zu den Genüssen des Paradieses wurden in der islamischen Geschichte schon früh geäußert. Der schafiitische Koranexeget al-Baidāwī aus dem 13. Jahrhundert n. Chr. war der Meinung, dass die Substanzen, aus denen Frauen oder auch Nahrungsmittel des Paradieses bestehen, sich von den jeweiligen irdischen Entsprechungen grundlegend unterscheiden. Eine ähnliche Interpretation wird auch von den islamischen Philosophen und den Sufis vertreten, welche den konkreten Angaben aus dem Koran einen esoterischen Sinn verleihen.
Der persische Dichter Omar Chayyam schrieb im 12. Jahrhundert durchaus kritisch: „Wenn’s heißt, ein Paradies mit Huris winkt, lob’ ich den Wein, den man auf Erden trinkt. ’s ist bares Geld. Auf Hoffnung pfeife ich! Von fern nur schön die tapfre Trommel klingt.“
Der unter dem Pseudonym Christoph Luxenberg schreibende Autor geht in seinem Buch Die syro-aramäische Lesart des Koran von einer fehlerhaften Interpretation des Begriffes „Hur“ aus und interpretiert diesen mit „weiße, kristallklare Trauben“: Früchte, die in den Paradiesvorstellungen des Orients von alters her als Sinnbild von Wohlleben und Behaglichkeit galten und die im Kontext des nächsten Verses ihre Ergänzung finden. Seine dahingehenden Thesen sind auf teils heftige Kritik gestoßen. (Siehe Christoph Luxenberg#Akademische Rezeption der syro-aramäischen Lesart des Koran)

## Bedeutung in der Gegenwart
In der Gegenwart dienen die Huris mehrfach als Mittel zur Motivierung von jungen männlichen Muslimen zu Selbstmordattentaten. So wurde zum Beispiel den Attentätern des 11. September in der „Geistlichen Anleitung“, die in ihrem Gepäck gefunden wurde, in Aussicht gestellt, dass die Paradiesgärten bereits für sie geschmückt seien und die Huris sie herbeiriefen.